# Бриз (телерадіокомпанія)
«Бриз» — одеський (раніше — севастопольський) військовий інформаційно-розважальний телеканал. До 20 березня 2014 року мовив та мав студію у Севастополі, з листопада 2014 року — в Одесі. До 2014 року до складу телерадіокомпанії входили телеканал «Бриз» та радіо «Бриз».

## Про телеканал
«Бриз» — перша і єдина в Україні військова телерадіокомпанія Міністерства оборони України. Створена наказом міністра оборони України від 12 грудня 1992 року в Севастополі як військова телерадіоорганізація Військово-Морських Сил України для популяризації ідей української держави серед військовослужбовців Чорноморського флоту і мешканців міста та Криму. Спершу сформована як телерадіоцентр Військово-Морських Сил України, який із зміною законодавства був перетворений у телерадіокомпанію Міністерства оборони України в Севастополі. Зона покриття — Севастополь та АР Крим. Після анексії Криму та Севастополя Росією телерадіокомпанія у квітні 2014 року переміщена до Одеси і переформована у телестудію.

## Історія створення

У липні 1993 року починалося створення флотського телерадіоцентру у відповідності до наказу Міністра оборони України від 12 грудня 1992 року створити Телерадіоцентр Військово-Морських Сил України «Бриз» з місцем дислокації у Севастополі. 30 грудня того ж року флотський телерадіоцентр був зареєстрований Держтелерадіо України за адресою: Крим, Севастополь, вул. Соловйова, 1; як засіб масової інформації.
Його програмними цілями було інформування військовослужбовців і населення про діяльність керівництва і уряду України, Міністерства оборони і ВМС України, соціальний захист військовослужбовців та членів їх сімей, підготовка навчальних, документальних та художніх програм.
31 серпня 1993 року розпочалося формування штату Телерадіоцентру Військово-Морських Сил України «Бриз», основу якого складали кадри ВМС України. Першим начальником ТРЦ «Бриз» був призначений капітан 1 рангу А. П. Данілов. У зв'язку з відсутністю власних фодів, технічних засобів і майна на пропозицію ведучої української програми «Пролісок» мережі дротового мовлення Севастопольської державної регіональної телерадіокомпанії Люби Гуляєвої, підготовка першої тридцятихвилинної передачі редакції радіомовлення ТРЦ «Бриз» відбулася 30 грудня 1993 року у ефірний час програми «Пролісок». Більше працівники ТРЦ «Бриз» на СДРТРК не допускалися.
Спочатку в розпорядженні телерадіоцентру було дві невеличкі кімнати, середньохвильова радіостанція «Буря», три офіцери у штаті, сім співробітників та п'ятеро матросів.
У січні 1994 року начальником телецентру ВМС України «Бриз» був призначений капітан 2 рангу Мирослав Мамчак, з призначенням якого при шефській допомозі жителів Львівської, Івано-Франківської, Запорізької, Рівненської, Тернопільської областей, м. Києва розпочалося практичне створення власної технічної бази і організація цілодобового мовлення ТРЦ «Бриз» на власних теле- і радіоканалах СХ, УКХ та ФМ-мовлення. На той час не тільки в Україні, але й на всьому пострадянському просторі не існувало жодної військової телерадіокомпанії. ТРЦ «Бриз» став першою телерадіоорганізацією в Криму з українською і кримськотатарською (5 %) мовами мовлення.

## Початок мовлення, радіочастоти та ліцензування
5 березня 1994 року відбувся перший вихід в ефір на каналі Севастопольської регіональної державної телерадіокомпанії в програмі «Новини Севастополя» телевізійного сюжету, підготовленого журналістами Телерадіоцентру Військово-Морських Сил України «Бриз», який розповідав про життєдіяльність ВМС України.
20 травня 1994 року Міністерством зв'язку України була видана ліцензія на здійснення ТРЦ «Бриз» діяльності у галузі зв'язку на території України.
21 листопада 1994 року увійшло в історію телерадіокомпанії, як дата початку щоденного радіомовлення на частоті 72.02 МГц в УКХ діапазоні. З цього дня редакція радіо «Бриз» цілодобово працює в Севастопольському радіоефірі. Ця дата встановлена Днем Телерадіокомпанії «Бриз». Перший редактор редакції радіомовлення кап. 2 рангу Л. В. Стасюк.
15 червня 1995 року Телерадіоцентр Військово-Морських Сил України першим серед телерадіоорганізацій України отримав ліцензію Національної ради України з питань телебачення і радіомовлення на користування каналами мовлення. Вручав її особисто голова Національної ради Віктор Петренко у штабі ВМС України. З цього дня розпочався і процес ліцензування телерадіоорганізацій в Україні. Вручення першої в Україні ліцензії на право мовлення ТРЦ «Бриз» було визнання значення телерадіоцентру та його мовлення в Кримському регіоні на загальнодержавному рівні. Сюжет першої тридцятихвилинної щотижневої телепрограми, яка вперше вийшла у ефір на телеканалі «Севастополь» 13 липня 1995 року, залишився в архіві ТРЦ «Бриз».
13 липня 1995 року розпочалося регулярне телевізійне мовлення телерадіоцентру «Бриз» на 8-му телеканалі Севастопольської регіональної державної телерадіокомпанії, а 13 вересня 1995 року розпочалося мовлення на телеканалі «Крим».
23 квітня 1996 року — початок мовлення обсягом 1 година на тиждень в мережі дротового мовлення УР-1 в Севастопольському регіоні.
9 липня 1996 року — початок щоденного цілодобового радіомовлення радіо «Бриз» на частоті FM-102.0 МГц у Севастополі
19 вересня 1996 року — початок щоденного цілодобового радіомовлення радіо «Бриз» на частоті 1476 кГц у діапазоні СХ
Наприкінці 2001 року, у зв'язку із прийняттям нового Закону України «Про телебачення і радіомовлення» Телерадіоцентр ВМС України «Бриз» був переформатований у Телерадіокомпанію Міністерства оборони України.
5 лютого 2002 року отримана ліцензія Національної ради України з питань телебачення і радіомовлення на право ефірного радіомовлення на частотах 72,02 МГц та 102,0 МГц у Севастополі цілодобово і щоденно.
23 травня 2002 року була отримана ліцензія Національної ради України з питань телебачення і радіомовлення на право користування 11-м телевізійним каналом у Севастополі з обсягом мовлення 22 години на добу. Головними напрямками програмної концепції, визначеними Ліцензією, є створення і розповсюдження інформаційних, пізнавальних, публіцистичних та музично-розважальних програм українською мовою.
У 2009 році Ліцензії Національної ради на телевізійне і радіомовлення у Севастопольському регіоні були продовжені ще на 7 років.
До 2010 року ТРК МО «Бриз» концентрував навколо себе українську громаду Севастополя, товариство «Просвіта» ім. Т. Г. Шевченка, Спілку офіцерів України та інші українські громадські організації.
У жовтні 2010 року, після приходу до влади Президента В. Януковича і Партії регіонів, заслужений журналіст України Мирослав Мамчак на вимогу Адміністрації Президента України був усунутий від посади міністром оборони України М. Єжелем. Головним редактором ТРК МО України «Бриз» був призначений капітан 2 рангу І. І. Чміль. Після зміни керівництва ТРК «Бриз» відмовився від мовлення на радіоканалах УКХ і СХ та, внісши зміни до ліцензії і сітки мовлення, продовжив мовлення лише на частоті ФМ — 102,0 МГц 50 % часу російською і стільки ж українською мовами, виключивши з програм більшість військово-історичних і патріотичних телерадіопрограм.

## Нагороди
- Гран-прі Всеукраїнського телерадіофестивалю «Україна єдина» в Одесі, 2001 р. (За телевізійний фільм «Україна — морська країна». Автор — Мирослав Мамчак);
- 1-е місце і почесна грамота радіофестивалю «Калинові острови», 1996 р., Полтава.(Автор програми — Олена Гриник і учні СШ № 5 ім. Лесі Українки);
- Переможець конкурсу-телефестивалю «Телетріумф Севастополя» в 2002—2007, 2009, 2012 рр.;
- Грамота Національної Ради України з питань телебачення і радіомовлення, 2008 р..;
- Грамотою Державного комітету інформаційної політики, телебачення і радіомовлення України, 2002 р., 2007 р.;
- Грамотами Міністра оборони України;
- Грамотами командувача Військово-морських сил Збройних Сил України;
- Грамотою Голови Державної прикордонної служби України, 2007 р.:
- Грамотою Всеукраїнського товариства «Просвіта» ім. Т. Г. Шевченка, 2004 р.
- Грамотами голови севастопольської міської державної адміністрації і міської ради.
- Подяка від українського комітету США і Канади.

## Найголовніші заходи, що висвітлювались
- Розподіл Чорноморського флоту СРСР між Україною і Російською Федерацією, 1994—1997 рр.;
- Перші оперативно-тактичні навчання Військово-морських сил України «Море-96», 1996 р.;
- Перший трансатлантичний похід загону кораблів ВМС України до США, 1996 р.;
- Політичну кризу навколо острова Тузла у 2003 р.;
- Перші офіційні візити командувача і кораблів ВМС до Болгарії, Румунії, Туреччини, Ізраїлю, Італії, ОАР, Греції, Грузії, Алжиру, Хорватії, Франції в 1995—2000 рр.;
- Походи кораблів ВМС у Середземне море, Перську, Аденську затоки, Індійський і Атлантичний океани і їх участь у міжнародних миротворчих навчаннях, в антитерористичних операціях НАТО, ЄС в 1997—2014 рр.;
- Висвітлення міжнародних миротворчих заходів Збройних Сил України.

## Телерадіокомпанія та анексія Криму
3 березня 2014 р. російськими десантниками разом з кубанськими козаками був захоплений телевізійний передавач ТРК «Бриз» на РТПЦ «Севастополь» і зупинене телевізійне мовлення ТРК на Севастополь і Крим. 9 березня 2014 р. російськими десантниками і місцевою «самообороною» там же був захоплений ФМ-радіопередавач. Приміщення компанії було захоплено російськими військовими перевдягненими під місцеву самооборону. Частота, на якій телеканал «Бриз» мовив спільно з телеканалом «Інтер», була передана окупантами після захоплення РТПЦ «Севастополь» російському «Першому каналу». Надалі окупаційні російські війська запропонували особовому складу та працівникам телерадіокомпанії перейти на службу у Збройні сили РФ. Менша частина колективу зголосилась на пропозицію. Більшість військовослужбовців і працівників переїхали до Одеси, де було відродженно діяльність телерадіокомпанії. В Одесі телерадіокомпанія була переформована в телестудію Міністерства оборони «Бриз» з обмеженим часом телевізійного мовлення.

## Участь у російсько-українській війні
Журналісти ТРК МО «Бриз» брали активну участь в інформаційному забезпеченні антитерористичної операції в східних регіонах України.  Активно займається волонтерською діяльністю журналіст телестудії Олена Солонина, нагороджена медаллю УПЦ КП «За вірність і жертовність».

## Параметри мовлення
Таблиця параметрів мовлення.
| Частота   | Потужність | Тип сигналу         | Адреса                              | Передавач   |
| --------- | ---------- | ------------------- | ----------------------------------- | ----------- |
| 7-й канал | 0.5 Квт    | Ефірний, аналоговий | м. Одеса, вул. Фонтанська дорога, 3 | Вежа ОФКРРТ |